# Scaphoideus nitobei
Scaphoideus nitobei är en insektsart som beskrevs av Matsumura 1914. Scaphoideus nitobei ingår i släktet Scaphoideus och familjen dvärgstritar. Inga underarter finns listade i Catalogue of Life.